# ابراهیم عادل
ابراهیم عادل (عربی: إبراهيم عادل؛ زادهٔ ۲۳ آوریل ۲۰۰۱) بازیکن فوتبال است.
از باشگاه‌هایی که در آن بازی کرده‌است می‌توان به باشگاه فوتبال اهرام سبورت اشاره کرد.
وی همچنین در تیم‌های ملی فوتبال زیر ۲۰ سال مصر، زیر ۲۳ سال مصر، و مصر بازی کرده‌است.